# Stefan Liv Memorial Trophy
Die Stefan Liv Memorial Trophy (bis 2013: Slutspelets MVP) ist eine Eishockeytrophäe, die jährlich an den wertvollsten Spieler der Play-offs in der Svenska Hockeyligan verliehen wird. Die Auszeichnung existiert seit 2010 und wird jährlich vom Schwedischen Eishockeyspielerverband (SICO) als schwedisches Äquivalent zur nordamerikanischen Conn Smythe Trophy vergeben.
Die Trophäe trägt seit 2013 den Namen des schwedischen Eishockeytorhüters Stefan Liv, der beim Flugzeugabsturz bei Jaroslawl im September 2011 ums Leben kam. Er führte den HV71 in seiner Karriere zu drei schwedischen Meistertiteln und verzeichnete unter anderem in der Finalserie 2004 vier Shutouts.

## Preisträger
- 2025 – Frédéric Allard, Luleå HF
- 2024 – Linus Söderström, Skellefteå AIK
- 2023 – Emil Larmi, Växjö Lakers
- 2022 – Per Åslund, Färjestad BK
- 2021 – Pontus Holmberg, Växjö Lakers
- 2019 – Ryan Lasch, Frölunda HC
- 2018 – Elias Pettersson, Växjö Lakers
- 2017 – Simon Önerud, HV71
- 2016 – Johan Sundström, Frölunda HC
- 2015 – Noah Welch, Växjö Lakers
- 2014 – Joakim Lindström, Skellefteå AIK
- 2013 – Oscar Lindberg, Skellefteå AIK
- 2012 – Jakob Silfverberg, Brynäs IF
- 2011 – Anders Bastiansen, Färjestad BK
- 2010 – Johan Davidsson, HV71